# Mister Satan
Pour les articles homonymes, voir Satan (homonymie) et Hercule (homonymie).
Mister Satan (ミスター・サタン, Misutā Satan), également connu sous les noms de Hercule ou Monsieur Satan, est un personnage de fiction créé par Akira Toriyama dans le manga Dragon Ball en 1984.

## Biographie fictive
C'est un personnage très médiatisé qui aime s'afficher devant les caméras et recevoir une grande ferveur du public qui le prend, à tort, pour l'homme le plus fort de la planète, alors que sa force est dérisoire à côté de celle de Son Goku et de ses amis. Il a remporté le 24e Tenkaichi Budokai, auquel le Saiyan et ses compagnons n'ont pas participé.
Il apparaît pour la première fois dans l'histoire lors du Cell Game, prétendant être capable de vaincre Cell et ainsi sauver l'humanité. Dans l'anime, il possède deux disciples : Piroshiki et Caroni, qui affrontent le monstre avant lui, mais celui-ci les bat sans faire le moindre mouvement. Puis lui-même tente d'affronter Cell, mais voyant qu'il ne peut rien faire contre lui, il se met à élaborer toutes sortes d'excuses pour éviter le combat sans avoir l'air d'un lâche. Il joue néanmoins un rôle lors de la suite du tournoi, puisqu'il lance la tête de C-16 près de Son Gohan, ce qui permettra à ce dernier, une fois l'androïde achevé par Cell, de se transformer en Super Saiyan 2 et ainsi de prendre un avantage définitif sur son adversaire. Il ne se rend jamais compte que Cell est un être surhumain et aucun être vivant ordinaire ne peut rien contre un être surhumain.
Après la victoire de Son Gohan sur Cell, tout le monde croit cependant que c'est lui qui l'a vaincu : en effet, la transformation de Son Gohan en Super Saiyan 2 éjecte les spectateurs loin du ring, cassant la caméra censée rediffuser l'intégralité du Cell Game. À la fin du combat, lorsque Son Gohan détruit définitivement Cell par un Kamé Hamé Ha surpuissant, tout le monde est encore une fois propulsé très loin du ring, et il en profite pour s'auto-proclamer tueur de Cell et sauveur de l'humanité (l'absence de caméra ne pouvant le contredire) à la place de Son Gohan, déjà parti se soigner chez le Tout-Puissant. Et c'est pourquoi il est élevé au rang de héros, sauveur de l'humanité.
Il est tout de même assez fort pour un terrien, même s'il n'a pas subi un entraînement aussi poussé que Krilin ou Yamcha par exemple. Sa fille Videl est plus forte que lui, mais il ne s'en doute pas. Bien qu'il soit un escroc et démontre une forte tendance à la mégalomanie, il possède néanmoins un bon fond et il tient énormément à sa fille, comme le montre sa réaction affolée lorsqu'il apprend qu'elle a été gravement blessée par Sporovitch.

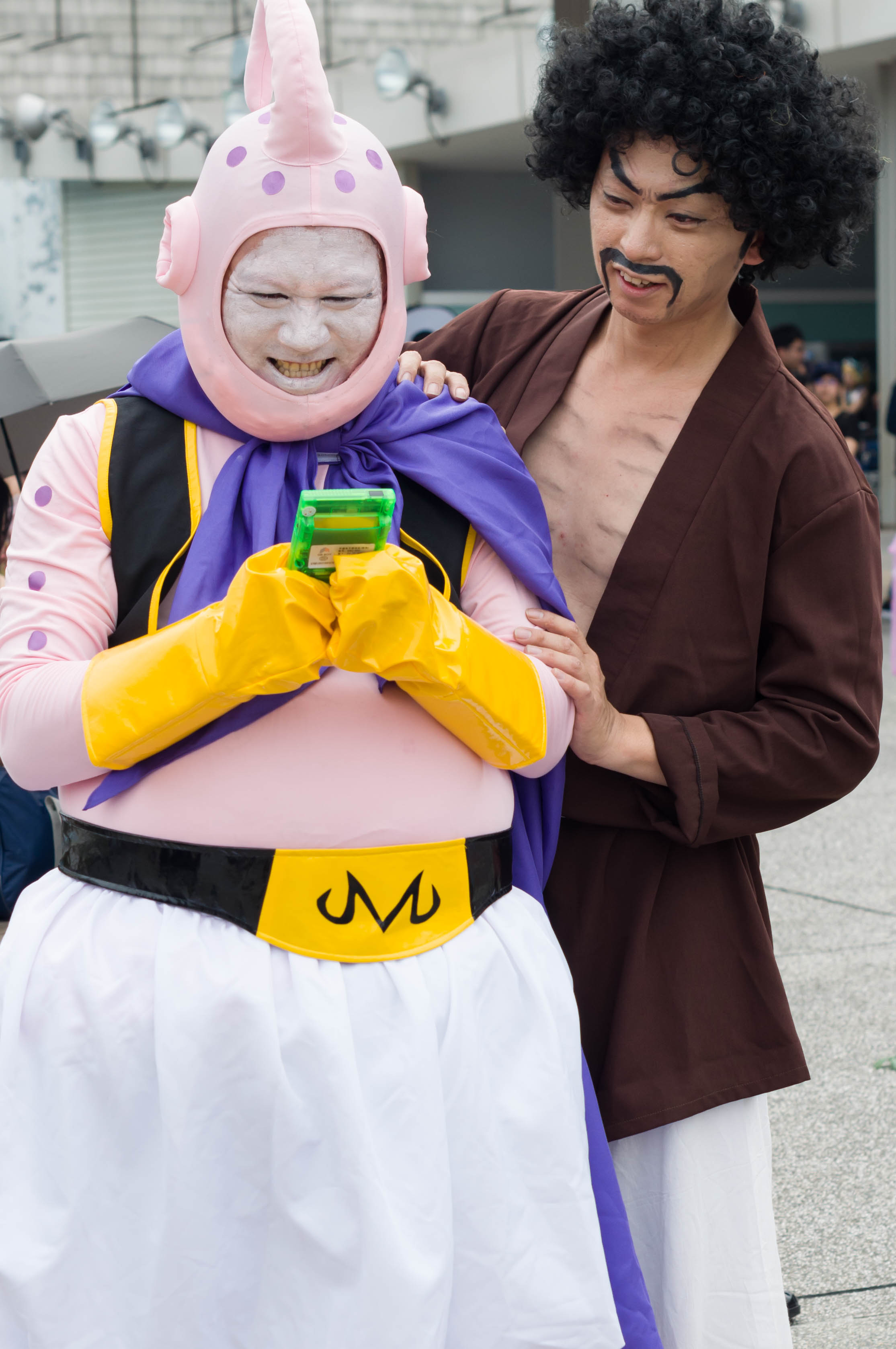
Cosplays de Majin Boo et de Mister Satan au Petit Fancy 26, à Taïwan en 2017.

Après l'arrivée de Boo, il est l'un des seuls terriens à survivre et réussir à adoucir le monstre, après que ce dernier ait retrouvé et soigné Bee, son futur chien adoptif. Un fort lien d'amitié va se créer entre eux, lorsque l'un des gangsters tire sur l'animal, mais sera soigné par Boo. Bien que son ami se fasse absorber par le Boo maléfique et devienne Super Boo, la créature n'a pas oublié son amitié avec lui et l'épargne, même en tuant tous les Terriens de la Terre. Plus tard lors du combat final contre Boo enfant, sa popularité auprès des Terriens, ramenés à la vie, permet à Goku de créer un Genkidama géant et il met Vegeta à l'abri de l'attaque du Saiyan. Comme le dit lui-même Son Goku, il est vraiment « le sauveur du monde ». Ce n'est pas la première fois qu'un personnage secondaire rend possible la victoire des héros, malgré son statut d'humain « faible ». En effet, l'aide de Yajirobé n'a pas été négligeable lors du combat contre Vegeta.
Par la suite, le mariage de Son Gohan et sa fille crée un lien fraternel entre Son Goku et lui. Lors du Tenkaichi Budokai suivant, Son Goku y participe pour s'amuser, et lui promet que s'il arrive en finale, il le laissera gagner mais la série s'arrête lorsque Son Goku part entraîner Oob. Il a donc abandonné le tournoi et on suppose que la finale a lieu entre Boo et Mr Satan. Afin que celui-ci remporte le titre et l'argent, et conserve la ferveur du public à laquelle il tient énormément, Mr. Satan demande à Boo de le laisser gagner.
Bien que Mr Satan montre une certaine distance envers Son Goku et ses amis lors des combats qu'ils mènent, combats dont les enjeux le dépassent totalement, il semble être apprécié par Son Goku, et le fait qu'il se prétende le sauveur de l'humanité permet à la bande de Goku de demeurer discrets.
Six mois après la défaite de Boo, il reçoit la récompense pour la paix mondiale, soit 100 millions de zénis, mais décide de l'offrir à Son Goku, car c'est bien le Saiyan qui a sauvé le monde. D'abord réticent, ce dernier décide d'accepter l'argent. Par la suite, le champion des arts martiaux devient un membre à part entière de la Z Team et est convié à la plupart des grandes occasions organisées par le groupe.
Lors du match d'ouverture du tournoi du pouvoir entre l'univers 7 et 9, M. Satan, qui est simple spectateur, est blessé lors d'une attaque de Basil et perd connaissance, ce qui met Boo très en colère. Ce dernier bat alors son adversaire de façon expéditive.

## Description

### À propos du nom
Son nom fait référence à Satan, tout comme celui de sa fille, Videl, qui est une anagramme du mot devil, signifiant diable, en anglais.

### Famille
Il est le père de Videl. Par conséquent, Son Gohan est son beau-fils, Pan sa petite-fille et Son Goku Junior son arrière arrière arrière-petit-fils.

### Puissance
En tant que simple humain, Satan est le plus faible des combattants Z, n'ayant aucun pouvoir et n'ayant suivi aucun entrainement spécial comme Krilin, Yamcha ou Ten Shin Han. Il est cependant champion du monde d'art martiaux, ce qui fait de lui le plus puissant des personnages humains normaux avec sa fille Videl. Paradoxalement, du fait de son potentiel comique, il est le seul personnage (hormis les divinités) à ne pas se faire tuer une seule fois dans toute la saga.

### Techniques
- Dynamite Kick
- Satan Miracle Special Ultra Super Mega Punch

## Œuvres où le personnage apparaît

### Manga
- 1984 : Dragon Ball
- Cross Epoch

### Séries
- 1989 : Dragon Ball Z
- 1996 : Dragon Ball GT
- 2009 : Dragon Ball Z Kai
- 2015 : Dragon Ball Super
- 2024 : Dragon Ball Daima

### Films
- 1993 : Dragon Ball Z : Les Mercenaires de l’espace
- 1994 : Dragon Ball Z : Attaque Super Warrior !
- 1995 : Dragon Ball Z : Fusions
- 2008 : Dragon Ball : Salut ! Son Gokû et ses amis sont de retour !!
- 2013 : Dragon Ball Z: Battle of Gods

### Jeux vidéo
Mr Satan est apparu pour la première fois dans les deux premiers Dragon Ball Z sur Super Nintendo, mais à l'époque, il ne faisait pas partie des personnages jouables et intervenait surtout en tant qu'élément comique du jeu (notamment lors de la scène où il est vaincu en quelques secondes par Cell, retranscrite à la fin du mode Histoire du premier Dragon Ball Z et au début du mode Histoire de Dragon Ball Z 2 : La Légende Saien).
Ce n'est qu'à partir de Dragon Ball Z: Shin Butōden sur Saturn et Dragon Ball Z: Ultimate Battle 22 sur PlayStation (personnage caché dans cet épisode) qu'il devient un personnage jouable. Depuis lors, il est régulièrement apparu dans les différents épisodes, notamment les trilogies des Dragon Ball Z: Budokai et des Dragon Ball Z: Budokai Tenkaichi.
Il se joue d'une façon particulière, dans le sens où il utilise un sac à dos contenant des fusées à réactions pour voler et ne dispose pas d'attaques énergétiques, mais utilise diverses armes comme des missiles ou des bombes.
- 1993 : Dragon Ball Z 2 : La Légende Saien
- 1995 : Dragon Ball Z: Shin Butōden
- 1995 : Dragon Ball Z: Ultimate Battle 22
- 2003 : Dragon Ball Z: Budokai
- 2004 : Dragon Ball Z: Budokai 2
- 2004 : Dragon Ball Z: Budokai 3
- 2005 : Dragon Ball Z: Budokai Tenkaichi
- 2006 : Dragon Ball Z: Budokai Tenkaichi 2
- 2007 : Dragon Ball Z: Budokai Tenkaichi 3
- 2008 : Dragon Ball Z: Infinite World
- 2015 : Dragon Ball Xenoverse
- 2016 : Dragon Ball Xenoverse 2

## Doublage
L'acteur Frederic Bouraly est la voix française officielle du personnage.
Le doubleur de M.Satan en japonais est Unshō Ishizuka